# Shonen Knife
Shonen Knife, (en japonès 少年ナイフ, que es translitera com a Shōnen Naifu, literalment "Ganivet Noi", és un grup de pop punk japonès format exclusivament per dones, que va néixer a Osaka, al Japó, el 1981. Tenen influències dels grups femenins vocals dels anys 60, dels grups de pop, dels The Beach Boys, i dels grups originals del punk, com els Ramones. Les seves cançons són senzilles, amb lletres simplistes, cantades en japonès i anglès.
Malgrat les seves simpaties per al pop, el trio conserva un so underground de garatge, basat en instrumentacions al límit i estètica D.I.Y.. Al llarg de la seva carrera han aconseguit ser un grup de culte a nivell mundial; entre els seus admiradors es troben algunes de les bandes més influents del rock alternatiu dels anys 90, com Sonic Youth, Nirvana, i Redd Kross. Alguns crítics els donen el mèrit d'haver "fet més internacional el pop underground internacional" en "obrir-lo a grups del Japó". També han actuat com a banda d'homenatge als Ramones amb el nom The Osaka Ramones.

## Inicis
Shonen Knife es va fundar el desembre de 1981 a Osaka, amb les germanes Naoko Yamano (guitarrista-cantant) i Atsuko Yamano (bateria), i la seva amiga Michie Nakatani (baix). Naoko era la cantant solista i tocava la guitarra, Nakatani també feia de cantant solista i tocava el baix i els teclats, i Atsuko feia de segona veu, tocava la bateria i dissenyava els vestits de les actuacions. El grup era força anòmal quan van començar, perquè van arribar en una època en què els grups femenins eren força escassos. Amb influències del punk dels anys 70 i grups de new wave com The Ramones i Buzzcocks, i ignorant el moviment J-pop que tot just començava a despuntar, el trio va començar a fabricar cançons rock enèrgiques basades en instruments poc polits i ètica Do It Yourself. Això no obstant, al contrari dels punks rebels tradicionals, les Knife posaven l'accent en positiu, utilitzant melodies enganxoses i animades, i lletres frívoles i despreocupades que sovint parlaven de llaminadures i animals. El grup va arribar descriure's com a "oo-oo-ultra-eccentric-super-cult-punk-pop-band-shonen-knife!" (u-u-ultra-excèntriques-super-grup-de-culte-punk-rock-shonen-knife!). Van fer la seva primera actuació el 14 de març de 1982 a Studio One, un local d'Osaka, amb un públic escàs de trenta-sis persones, que van pagar 100 iens cadascú. L'agost següent, van publicar el seu primer disc independent, Minna Tanoshiku en caset.
Després de la seva primera actuació a Tokyo, a la Universitat Hosei, Shonen Knife van publicar el seu àlbum de debut Burning Farm a Zero Records el 21 de juliol de 1983. Després van participar en l'àlbum de recopilació de Zero Record AURA MUSIC, que incloïa tres cançons seves, "Watchin' Girl", "Banana Fish", "Parrot Polynesia", i que es va publicar el 15 de novembre. El seu segon disc, Yama-no Attchan (el nom de la bateria), el va publicar Zero el 25 de maig de 1984. El nou disc mostrava una millora de les seves aptituds musicals, i influències més àmplies, des de Motown al heavy metal, tot mantenint la seva tendència a parlar de temes intranscendents com anar amb bicicleta i col·leccionar insectes. Al final de l'any, Shonen Knife va participar en una altra recopilació, Huddle No Trouble, amb les dues cançons "Parrot Polynesia" i "Elephant Pao Pao" per a Balcony Records.

## Èxit
En teoria, qualsevol grup que escrigui cançons amb lletres com "Banana chips for you!/Banana chips for me!/ In the afternoon, banana chips and tea" (xips de plàtan per a tu!/xips de plàtan per a mi/ A la tarda, xips de plàtan i te" hauria de durar menys que un saltamartí. Però passa alguna cosa estranyament màgica quan una lletra aparentment estúpida queda entre una guitarra alegre i una bateria punk a tota piula. I això deu explicar perquè el trio japonès de punk/pop alternatiu Shonen Knife encara està cantant cançons sobre galetes, sushi, pastilles de fruita, i, és clar, xips de plàtan, gairebé 25 anys després de començar. - The Boston Globe
Cap al final de la dècada dels 80 i al principi dels 90, Shonen Knife va començar a fer-se un nom entre els membres de la bullent escena del rock alternatiu. Cap al juny de l'any següent, el caset de Burning Farm havia arribat a K Records, una discogràfica d'Olympia (Washington), que va decidir de publicar el caset als Estats Units. Al cap d'un any, el 20 de juny de 1986, Shonen Knife van publicar el seu tercer disc Pretty Little Baka Guy. Al cap de quatre mesos, el disc es va tornar a llançar amb tres pistes addicionals gravades en directe. Encara que fins llavors, els seus discos només es podien aconseguir als Estats Units d'importació, l'any 1986, Shonen Knife va aconseguir fer-se un forat a l'escena d'underground americana quan una de les seves cançons, "One Day of the Factory", va sortir en una recopilació de Sub Pop 100. El disc el va publicar l'1 de novembre de 1986 la discogràfica independent Sub Pop. Aviat, Shonen Knife va començar a rebre ofertes substancioses per part de diferents discogràfiques americanes. En aquests moments, molts grups de rock alternatiu havien començat a citar les Shonen Knife com un dels seus grups preferits, i el boca a boca resultant va promocionar-les significativament. El 26 de març de 1987, el llegendari discjòquei anglès John Peel va començar a punxar les seves cançons a la BBC. Després de passar un temps concentrant-se en actuacions en directe, van tenir l'oportunitat de tocar amb Sonic Youth com a convidades al Muse Hall a Shinsaibashi, Osaka. Els dos grups fins i tot van fer un bis plegats. Llavors van començar la seva primera gira a l'estranger, tocant a 2nd Coming a Los Angeles amb el suport de Thurston Moore de Sonic Youth i Jeff i Steven McDonald de Redd Kross. La popularitat de Shonen Knife entre els músics de rock alternatiu es va demostrar clarament el 1989, quan més de vint grups diferents es van ajuntar per gravar versions de les seves cançons preferides de Shonen Knife en un disc d'homenatge anomenat Every Band Has A Shonen Knife Who Loves Them.
L'estatus del trio com a grup de culte internacional va explotar a principis dels anys 90. Després de publicar al mercat americà un disc recopilatori anomenat Shonen Knife, amb cançons dels seus dos primers discos, el trio va començar a fer gires pels Estats Units de forma més o menys periòdica, i va publicar el seu quart disc 712 l'1 de juliol de 1991 al Japó amb Nippon Crown. Aquell mateix juliol, Sub Pop va publicar "Neon Zebra" com a senzill als Estats Units. Poc després, Rockville Records va publicar una versió lleugerament diferent de 712 als Estats Units. L'agost, Shonen Knife va sortir a CNN News durant el programa especial This Week In Japan. El 25 de setembre es va tornar a publicar Pretty Little Baka Guy als Estats Units, juntament amb vuit gravacions en directe de 1982 i 1990. El trio va actuar amb Fugazi al Sun Hall a Shinsaibashi, Osaka el 14 de novembre. Al cap de pocs dies, es va publicar la cançó de nadal "Space Christmas" al Regne Unit i als Estats Units.
Fou el 1991 que Shonen Knife van trobar el seu admirador més famós: Kurt Cobain. Cobain les havia vistes tocar a Los Angeles, i li agradava molt la seva música:
| « | "Quan vaig aconseguir de veure-les en directe, em vaig convertir en una nena de nou anys histèrica en un concert dels Beatles." | » |

Nirvana van demanar a Shonen Knife que fossin les seves teloneres a la gira britànica, abans mateix de la publicació del disc que els va fer més famosos, Nevermind. Yamano va admetre més endavant que quan en Cobain els va demanar de fer de teloneres, no tenien ni idea de què era Nirvana.
| « | "Així que vaig anar a una botiga de discos, i vaig comprar el seu CD. I quan en vaig veure la foto, vaig pensar que potser feien una mica de por, perquè els seus pentinats i la seva roba eren molt grunge. Però quan la gira havia començat, vaig veure que tots els del grup eren persones bones i amables. I com que era la nostra primera experiència en una gira llarga, el bateria Dave [Grohl] ens va ajudar a muntar la bateria." | » |

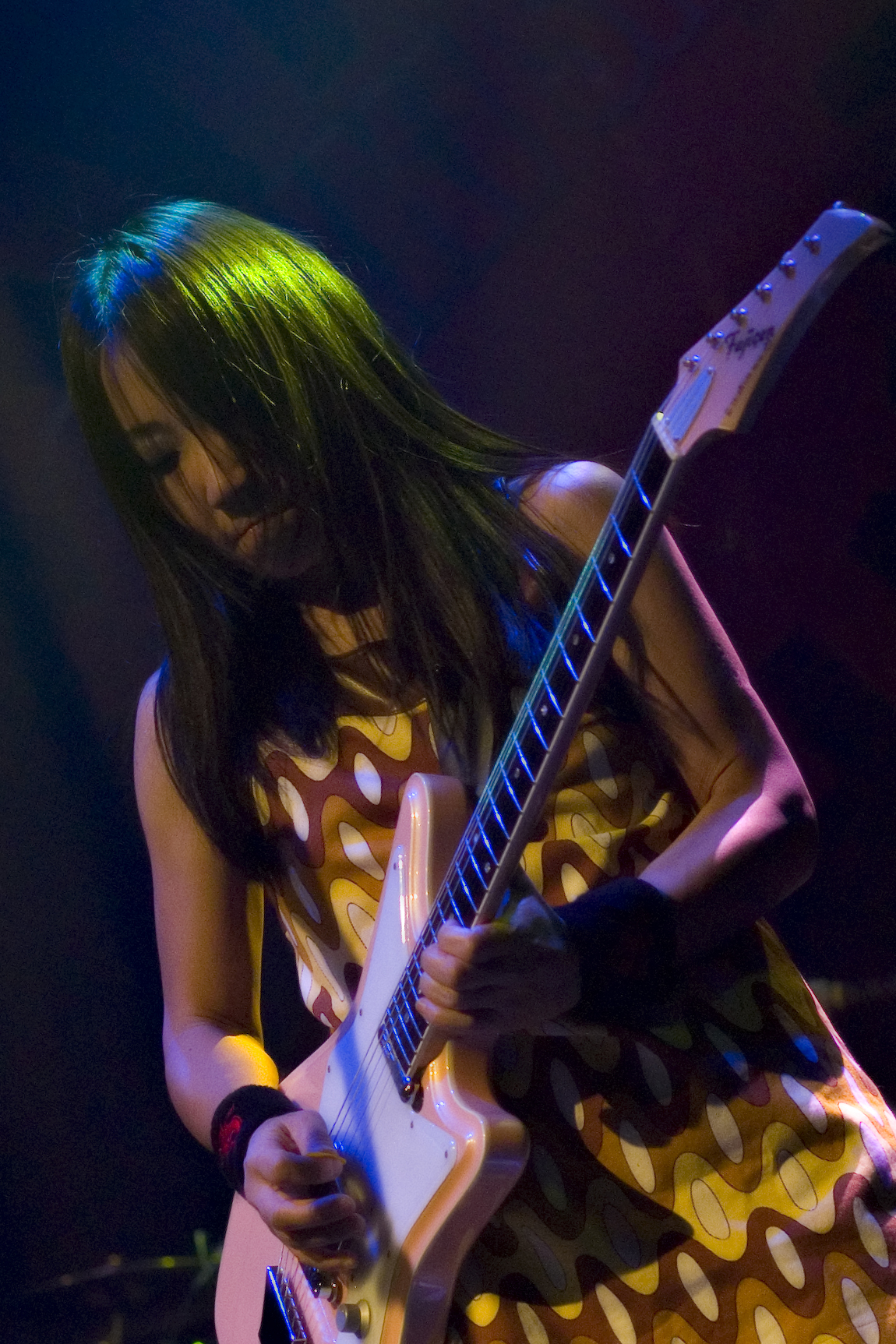
Naoko Yamano, l'únic membre original del grup que hi continua, tocant el novembre de 2007 a Nova York.

A més, malgrat la fama de Cobain de persona difícil, Yamano afirma que treballar amb ell fou una experiència amistosa, descrivint-lo com a "callat, però molt amable". Des del 24 de novembre fins a l'11 de desembre, Shonen Knife va fer la gira amb Nirvana i Eugenious per tot el Regne Unit en un total de nou actuacions i durant la gira, Naoko va ensenyar a Cobain a tocar “Twist Barbie”, de la qual Nirvana en va fer una versió en una de les seves actuacions secretes. El 6 de desembre, Shonen Knife van actuar com a artista principal a Camden Underworld, a Londres. Durant la seva estada al Regne Unit, van gravar una John Peel Session a BBC Ràdio.
El 22 de febrer de 1992, Shonen Knife va fer un concert per Sant Valentí patrocinat per JA. En aquelles dates, Nirvana estava de gira pel Japó i van poder anar a veure-les, amb gran delit dels admiradors japonesos. Després de fer una gira pels Estats Units i signar amb Capitol Records, van publicar el seu debut en una discogràfica important, Let's Knife, el 26 d'agost. Després van fer una curta gira de tres actuacions al Regne Unit. Mentre estaven de gira, van aparèixer al 20è festival de Reading, juntament amb grups com Nirvana i Mudhoney. Van gravar una altra John Peel Session i van rodar un vídeo musical a Londres per "Riding On The Rocket". El 2 de desembre, el grup va publicar el mini-album Do The Knife a MCA Victor abans de fer una altra gira pel Regne Unit.
La primera meitat dels anys 90 fou la millor època per al rock alternatiu, i també per a l'èxit comercial de Shonen Knife. Després de publicar Rock Animals al Regne Unit, van fer-hi una gira de 18 actuacions. Després van publicar el disc als Estats Units, juntament amb l'EP Favorites el 2 de març de 1994. Entre el 9 i el 16 de març, Shonen Knife va rodar el vídeo musicar de "Tomato Head" a Los Angeles. El vídeo va ser força popular a l'MTV, i fins i tot va sortir a la sèrie estrella de l'emissora Beavis & Butthead. Shonen Knife van començar una gira de 29 actuacions pels Estats Units i Canadà entre el 14 d'abril i el 25 de maig. Durant la gira, van aparèixer en multitud de programes de ràdio i televisió. Al final de l'any van fer una versió de "Top of the World" per a l'àlbum d'homenatge a the Carpenters, If I Were a Carpenter.

## Canvis a la formació i història des del 2000
Michie Nakatani va deixar el grup el desembre de 1999, i Atsuko Yamano va passar a tocar el baix. Mana Nishiura va passar a tocar la bateria, però no va arribar mai a ser oficialment del grup. Nishiura va tocar el primer concert amb el grup el maig de 2001, i va plegar el 2004. Va morir a Nova Jersey, en un accident de cotxe, el 4 de novembre de 2005, mentre estava de gira pels Estats Units amb el grup japonès de rock alternatiu DBMQ.

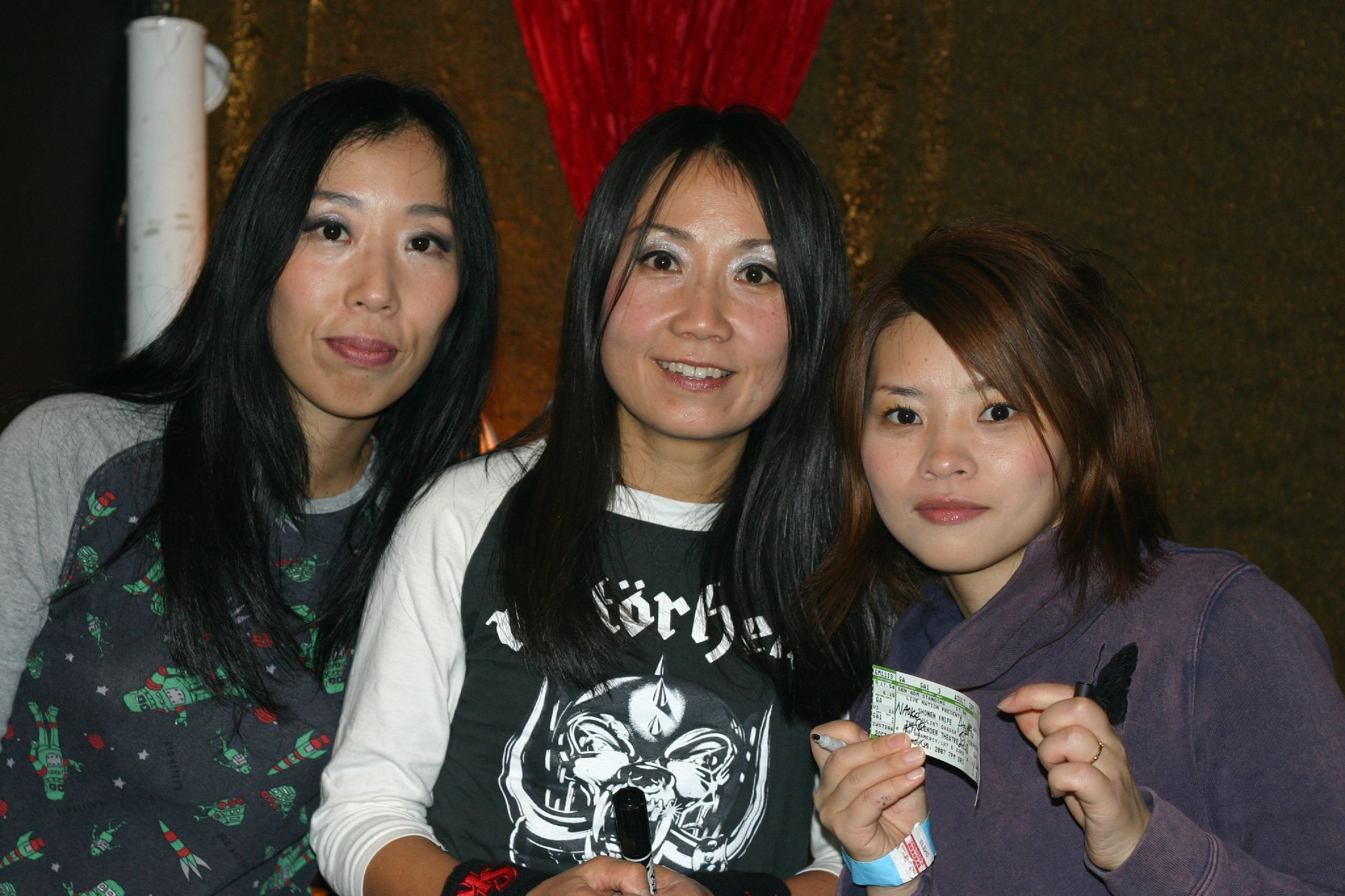
Les Shonen Knife, el 2007: d'esquerra a dreta, Atsuko, Naoko i Etsuko

Mentre Mana estava en una gira anterior amb els DBMQ durant el 2003, el grup va utilitzar com a bateria Etsuko "Ettchan" Nakanishi, que finalment va convertir-se en bateria oficial i permanent del grup. El 8 de juliol de 2006, l'Atsuko va anunciar que es casava i anava a viure a Los Angeles, i que deixava les Shonen Knife. Això no obstant, l'Atsuko va participar en la gira del grup de finals de 2007. L'octubre de 2008, les Shonen Knife van anunciar que Ritsuko Taneda, que havia tocat el baix a les gires del grup durant dos anys, havia passat a ser membre del grup. Ritsuko era del grup de J-pop Denki Candy, juntament amb la seva cosina.
El grup va fer una cançó anomenada "Buttercup (I'm a Super Girl)" que va sortir a la banda sonora de la sèrie de dibuixos animats "Les Supernenes", Heroes and Villains. La seva versió de "Top of the World" dels Carpenters es va utilitzar a la pel·lícula The Parent Trap de 1998, en un anunci de Microsoft a la televisió americana, als títols de crèdit del documental Double Dare, a la cançó final de la pel·lícula L'últim sopar i en promocions de programes sobre la natura de la BBC, l'estiu de 2006.
El 2009, Shonen Knife va publicar el CD Super Group i va signar per la discogràfica Good Charamel Records als Estats Units; després van fer una gira pels Estats Units i el Canadà per promocionar-lo, actuant a MTVU i al Fun Fun Fun Festival d'Austin (Texas) com a artista principal.
El gener de 2010, van publicar un disc de deu cançons anomenat Free Time, primer al Japó i després als Estats Units i Europa.
Matt Groening va triar-les per actuar al festival All Tomorrow's Parties, que va preparar el maig de 2010 a Minehead, Anglaterra. El grup també va anunciar que aprofitaven per fer una gira per Europa i el Regne Unit durant el mateix mes.
Però el 2 d'abril de 2010, només un mes abans de començar la gira, Etsuko va escriure al bloc del grup que havia decidit deixar-ho. El 9 d'abril, Naoko va parlar-ne al bloc de la discogràfica. El grup va fer algunes gravacions i va fer alguns concerts amb la nova bateria Emi Morimoto (antiga component dels grups Ni Hao!, mamastudio, Ultra Jr i NASCA CAR) abans de començar la gira europea el maig i una gira americana el setembre i octubre de 2010.
El 2011, les Shonen Knife van celebrar el seu 30è aniversari i van publicar Osaka Ramones - Tribute to The Ramones, un disc gravat entre Osaka i Buffalo, i co-produït per Robby Takac del grup americà The Goo Goo Dolls. Després de publicar el disc van fer una gira mundial.
El juny de 2012, el grup va publicar "Pop Tune", i va promocionar-lo en una gira pels Estats Units.

## Membres del grup

### Actuals
- Naoko Yamano – cantant solista, guitarra (1981–actualitat)
- Ritsuko Taneda – baix, veu (2006–actualitat)
- Emi Morimoto – bateria, veu (2010–actualitat)

### Antigues
- Atsuko Yamano – bateria, veu, baix (1981–2006; bateria entre 1981 i 1999, baix entre 1999 i 2006; baix de suport per a les gires americanes, 2006–2008)
- Michie Nakatani – baix, veu, teclats (1981–1999)
- Mana Nishiura – bateria a les gires (2001–2004)
- Etsuko Nakanishi – bateria, veu (2005–2010)

## Discografia
- 1982: Minna Tanoshiku
- 1983: Burning Farm
- 1984: Yama-no Attchan
- 1986: Pretty Little Baka Guy
- 1991: 712
- 1992: Let's Knife
- 1993: Rock Animals
- 1996: The Birds & the B-Sides
- 1997: Brand New Knife
- 1998: Happy Hour
- 2000: Strawberry Sound
- 2002: Heavy Songs
- 2003: Candy Rock
- 2006: Genki Shock!
- 2007: fun! fun! fun!
- 2008: Super Group
- 2010: Free Time
- 2011: Osaka Ramones
- 2012: Pop Tune